# Henri Story
Henri Story (Gent, 27 november 1897 - Groß-Rosen, 5 december 1944) was een Belgisch liberaal politicus die in 1944 omkwam als politiek gevangene.
Henri Story werd geboren in 1897 in Gent in een liberale familie, die actief was in de textielsector.
Hij zetelde van 1928 tot 1936 in de Oost-Vlaamse provincieraad en was vanaf 1938 gemeenteraadslid en schepen voor stedelijke nutsbedrijven in Gent. In 1941 werd hij ontslagen door VNV-burgemeester Hendrik Elias.
Tijdens de Tweede Wereldoorlog trad hij toe tot het verzet. Hij was Oost-Vlaams verantwoordelijke van de dienst Socrates, die werkweigeraars financieel ondersteunde, en had ook een leidinggevende functie in de inlichtingen- en actiedienst Zéro.
In oktober 1943 werd Story door de Duitsers gearresteerd. Na een lijdensweg langs onder meer het concentratiekamp van Esterwegen en de gevangenis van Gross Strehlitz, kwam hij op 5 december 1944 om in het concentratiekamp van Groß-Rosen.

## Erkenning
In Gent zijn een plein en een straat naar hem vernoemd: het Henri Storyplein in de wijk Nieuw Gent en de Henri Storystraat in deelgemeente Mariakerke.
In 2019 is een Stolperstein voor hem geplaatst in de naar hem genoemde Henri Storystraat 2.
Een van de niet-wijkgebonden afdelingen van Open Vld in Gent heet Henri Story Kring.